# نهر فاه

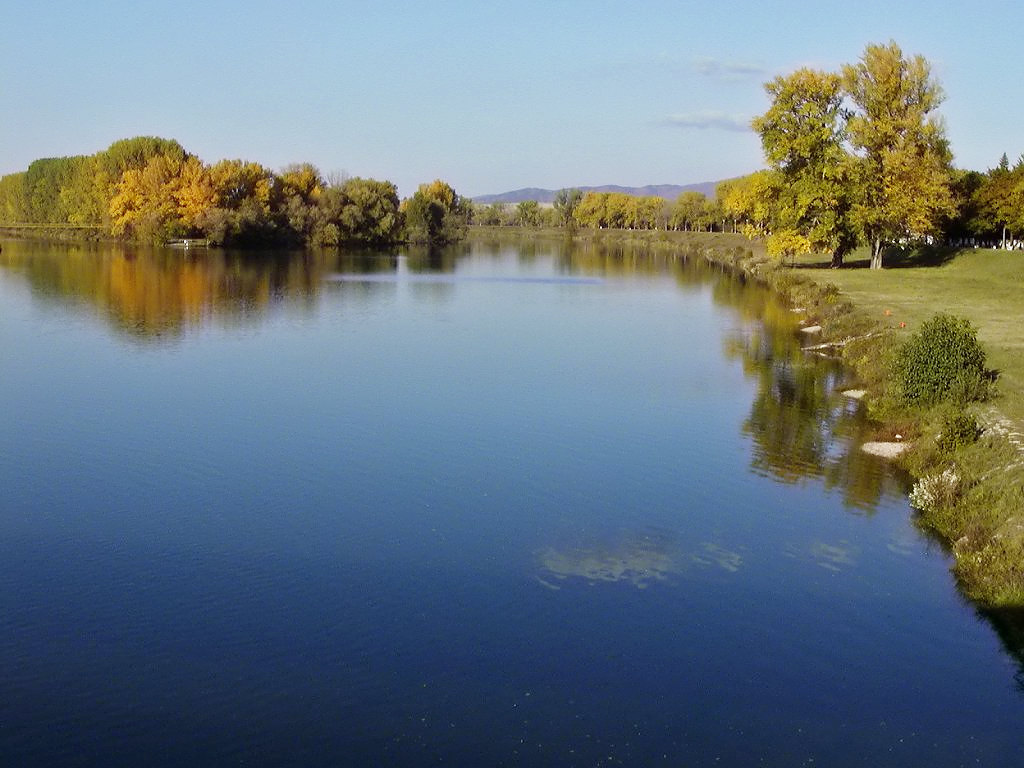
نهر فاه والطبيعة

نهر فاه، (بالسلوفاكية:Váh، بالألمانية:Waag، بالمجرية:Vág، بالبولندية:Wag)، هو أطول أنهار سلوفاكيا، ويصب في نهر الدانوب. يبلغ طوله 406 كم.